# Роллтон
«Ро́ллтон» — российский продовольственный бренд, под которым выпускается лапша быстрого приготовления, традиционные макаронные изделия, растворимое картофельное пюре, бульоны, гарниры и приправы.
Основан в 1999 году и стал одним из наиболее узнаваемых брендов на рынке недорогой еды быстрого приготовления в России и странах СНГ. Принадлежит компании «Маревен Фуд Сэнтрал», входящей в международную группу Mareven Food Holdings.

## Ассортимент

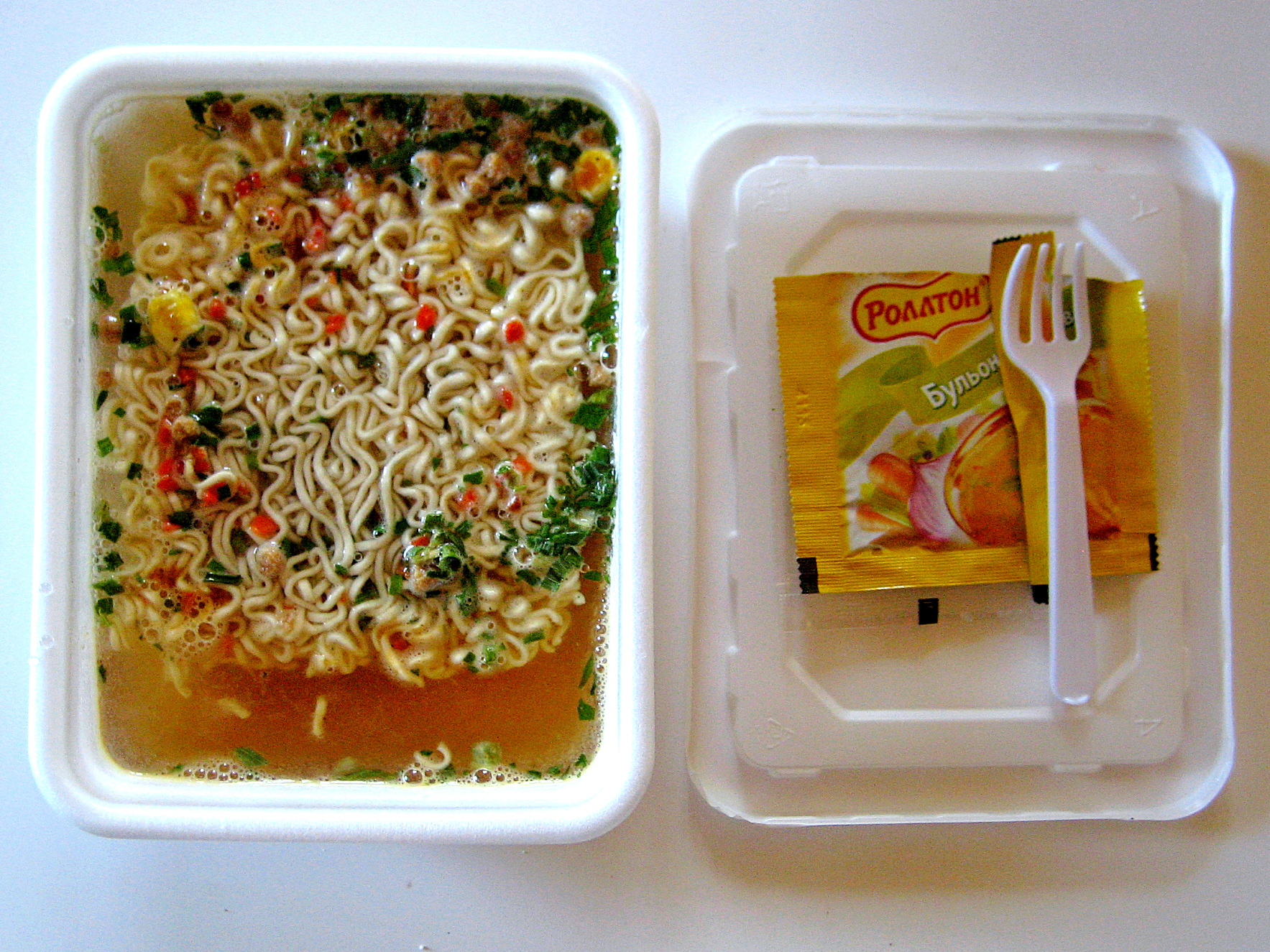
Лапша быстрого приготовления бренда «Роллтон»

В 2001 году под брендом «Роллтон» начался выпуск картофельного пюре быстрого приготовления.
В 2002 году стартовало производство бульона «Роллтон» в мягкой упаковке.
В 2013 году под брендом «Роллтон» стали выпускать также и традиционные макаронные изделия. В 2020 году по результатам проверки «Роскачества» макаронные изделия «перья» (пенне) были признаны лучшими на российском рынке.
В 2020 году «Роллтон» выпустил линейку лапши быстрого приготовления «С характером», включающую в себя 4 новых вкуса.
По состоянию на 2021 год под маркой «Роллтон» выпускается 94 наименования продукции.

## Производитель

Завод Mareven Food в Серпуховском районе Московской области

До 2007 года продукция под брендом «Роллтон» производилась предприятием ЗАО DHV-S. С 2007 года «Роллтон» производится и продаётся правопреемником ЗАО DHV-S — компанией ООО «Маревен Фуд Сэнтрал». В 2018 году представительство ООО «Маревен Фуд Сэнтрал» было открыто в Ташкенте, Узбекистан.
В 2016 году началось строительство завода по производству макаронных изделий и полуфабрикатов «Маревен Фуд Тянь-Шань». В апреле 2018 года на заводе был успешно произведён тестовый запуск производства.
В 2019 продажи лапши достигли 1,752 млрд рублей (около 60 млн порционных упаковок).
В 2020 году «Роллтон» был признан общеизвестным товарным знаком в России.
Производство продукции под брендом «Роллтон» на 2021 год представлено тремя независимыми заводами.
«Маревен Фуд Сэнтрал» является крупнейшим налогоплательщиком Серпуховского района. Компания принимает участие в социальной жизни городского округа Серпухов: проводит экологические акции и субботники, благоустраивает прилегающие территории и зоны отдыха горожан.

## Рейтинги и награды
- В 2007 году в списке Forbes «Топ-50 самых популярных российских брендов» «Роллтон» занял 37-е место[18].
- В рейтинге «50 самых продаваемых российских брендов» «Роллтон» занял 38-е место[19].
- В 2009 году — 21-е место[20].
- «Роллтон» вошёл в Топ-10 брендов в России в рейтинге Brand Footprint 2021[21].
- В 2021 году продукция «Роллтон» завоевала золотые и серебряные медали на конкурсе качества пищевой продукции «Гарантия качества-2021»[22].
- В 2021 году «Роллтон» занял первое место в категории «Продукты быстрого приготовления: лапша, супы, картофельное пюре» в ежегодном исследовании компании Online Market Intelligence[23].